# BSC Grünhöfe
Der BSC Grünhöfe (Bremerhavener Sport Club Grünhöfe e.V.) ist ein Sportverein aus dem Bremerhavener Stadtteil Geestemünde. Die erste Fußballmannschaft nahm einmal am DFB-Pokal teil.

## Geschichte
Der Verein entstand 1967 durch die Fusion des 1904 gegründeten Bremerhavener Sport Clubs mit dem 1962 gegründeten SV Grünhöfe. Beide Vereine waren im in den 1950er Jahren entstandenen Wohnviertel Grünhöfe ansässig und teilten sich den Sportplatz. Der BSC Grünhöfe hat über 500 Mitglieder in den Abteilungen Fitness und Freizeit, Schwimmen, Koronarsport, Wirbelsäulengymnsatik, Turnen, Handicap-Fußball, Floorball, Rugby, Brazilian Jiu Jitsu, Leichtathletik (Wurfgruppe Senioren) und Fußball.
Als Mitglied der Stadtteilkonferenz Grünhöfe sowie durch die Kooperationen „DFB-Doppelpass 2020“ mit der Fritz-Reuter-Schule und dem „Bewegungskindergarten“ mit den Grünhöfer Kindertagesstätten ist der BSCG ein klassischer Stadtteilverein.

## Fußball
1974 gelang der Mannschaft der Aufstieg in die Verbandsliga Bremen, mithin die höchste Amateurliga Bremens. Gleichzeitig qualifizierten sich die Bremerhavener für den DFB-Pokal, wo die Mannschaft in der ersten Runde bei Werder Bremen mit 1:11 verlor. In der Meisterschaft wurden die Grünhöfer Drittletzter und mussten absteigen, weil Verbandsligameister OT Bremen in der Aufstiegsrunde zur Oberliga Nord scheiterte. 1993 gelang der Mannschaft noch einmal für ein Jahr der Sprung in die höchste bremische Amateurliga. Anschließend pendelte sie zwischen Bezirks- und Kreisliga.